# Zoo de Belgrade
Le zoo de Belgrade (en serbe cyrillique : Београдски врт добре наде ; en serbe latin : Beogradski vrt dobre nade) est le zoo de Belgrade, la capitale de la Serbie. Il est situé dans le parc de Kalemgdan, dans la municipalité de Stari grad, en plein centre ville. Il a été créé en 1936.

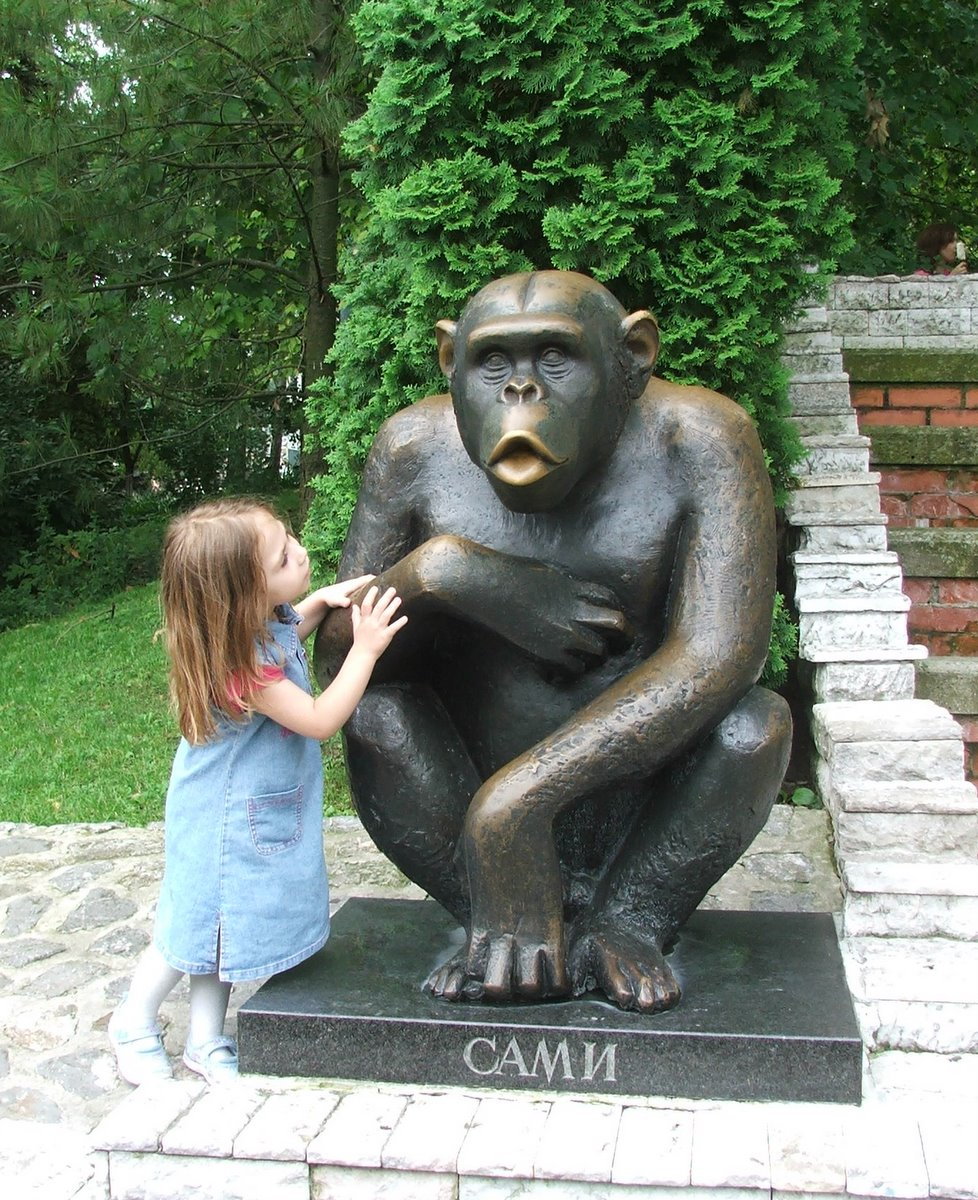
Statue du chimpanzé Sami

Le parc zoologique s'étend aujourd'hui sur 7 ha et il abrite environ 2 000 animaux représentant quelque 270 espèces ; on y trouve aussi de nombreux animaux domestiques. Il abrite également des fontaines, une galerie de sculptures en bois, œuvres du sculpteur Vuk Bojović, ainsi qu'une nursery pour les jeunes animaux. Pour le 60e anniversaire du zoo, une sculpture a été inaugurée, représentant le chimpanzé Sami, qui fut le premier résident de cette espèce dans le parc.

## Histoire
Le parc zoologique de Belgrade a été officiellement inauguré le 12 juillet 1936 par le maire de Belgrade, l'industriel Vlada Ilić ; il occupait alors une superficie de 3,5 ha. Les premiers pensionnaires du zoo étaient des lions, des léopards, des ours polaires et des ours bruns, des loups, des macaques, des mangabeys, des antilopes, des buffles, des zébus, des mouflons, des cerfs, des chevreuils, des cigognes, des grues, des paons, des faisans, des chouettes, des pélicans et des perroquets.
Le 6 avril 1941, pendant la Seconde Guerre mondiale, le zoo fut bombardé par les nazis, lors de l'Opération Châtiment ; les infrastructures du parc furent détruites et de nombreux animaux trouvèrent la mort. L'une des premières scènes du film Underground d'Emir Kusturica montre le bombardement du zoo.
En raison de sa petite taille et du grand nombre d'animaux qu'il abrite, le zoo de Belgrade n'a pas reçu d'accréditation de la part des associations des parcs zoologiques.

## Animaux

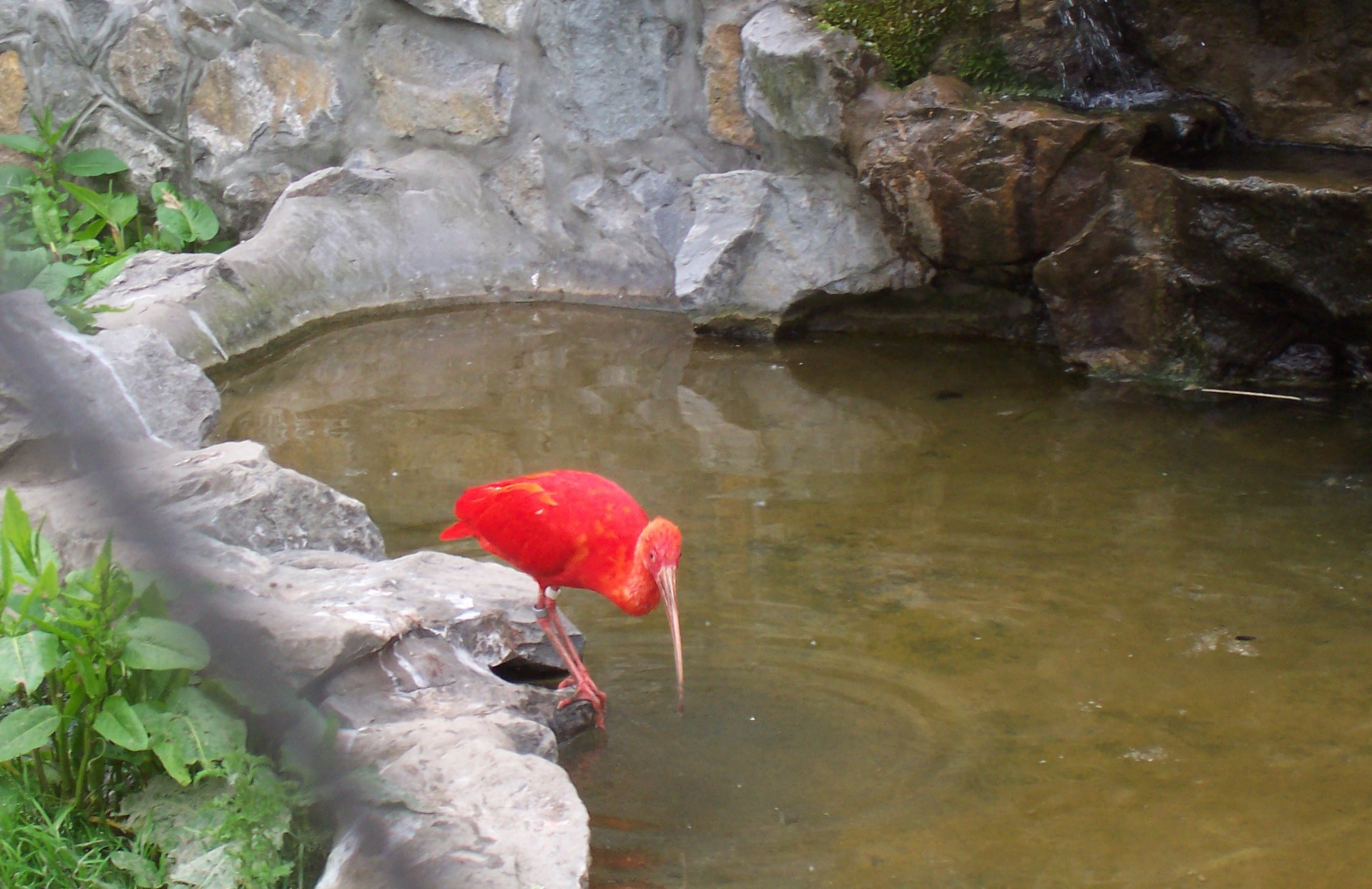
Ibis rouge
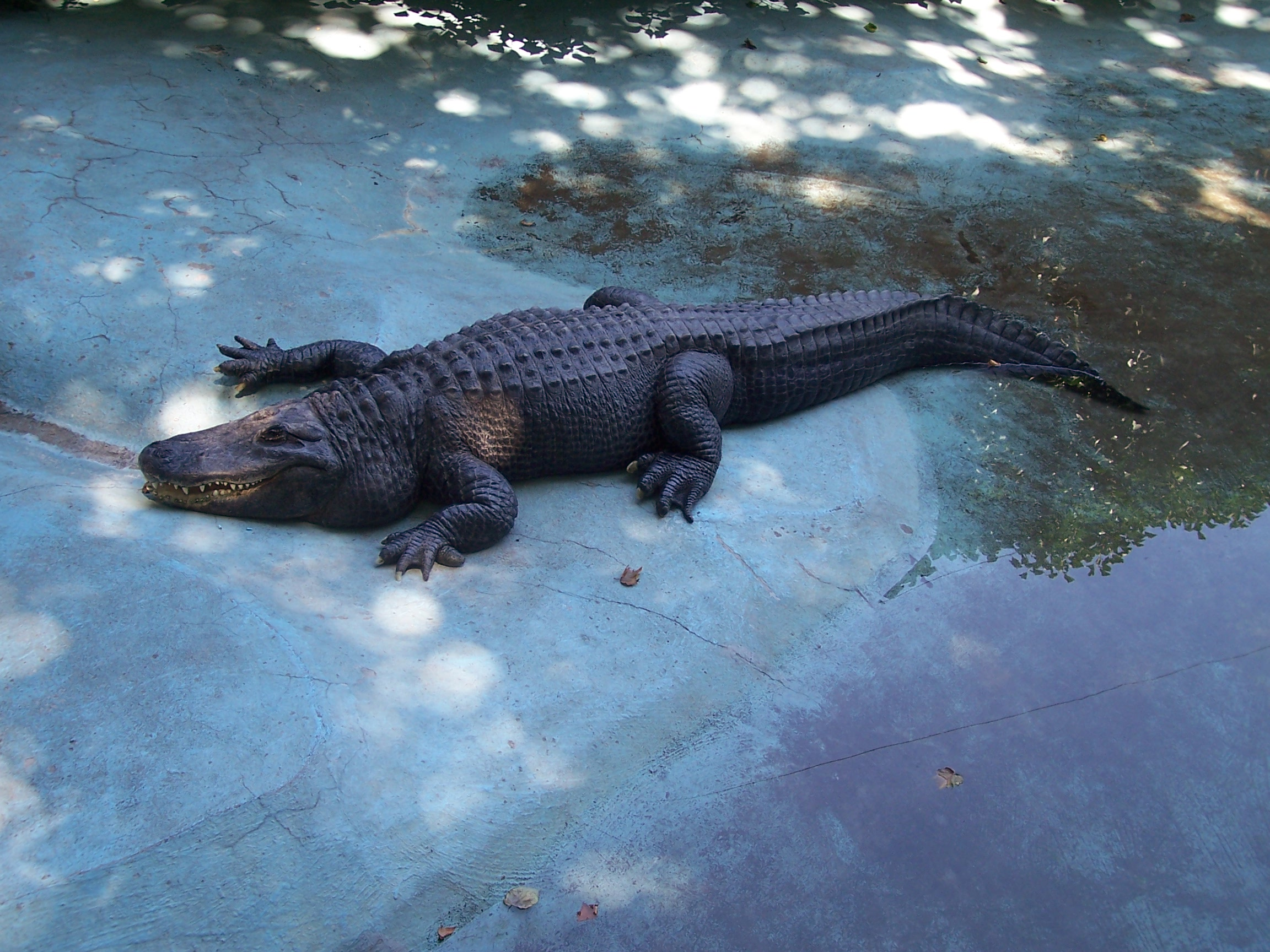
Alligator
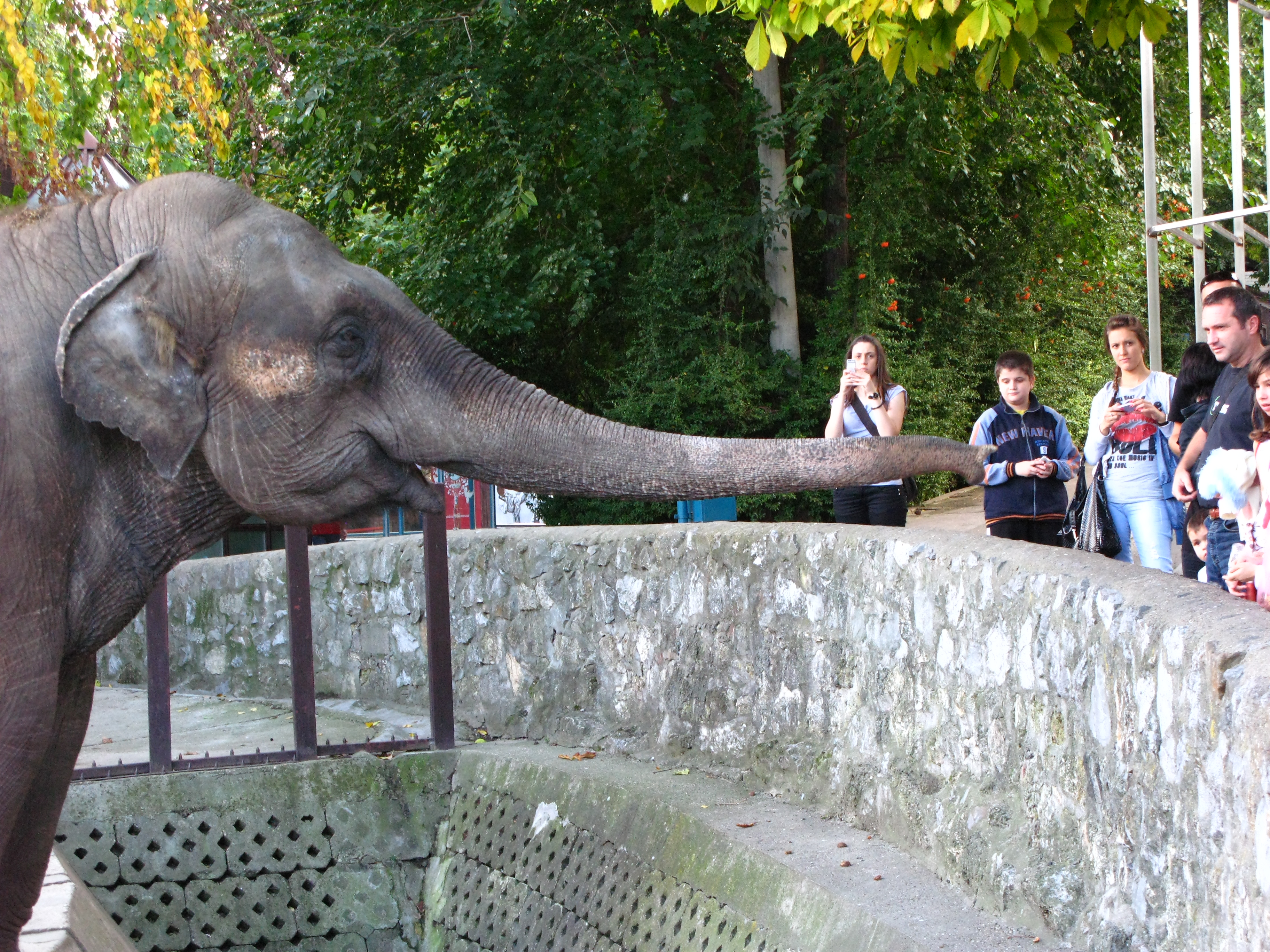
Éléphant
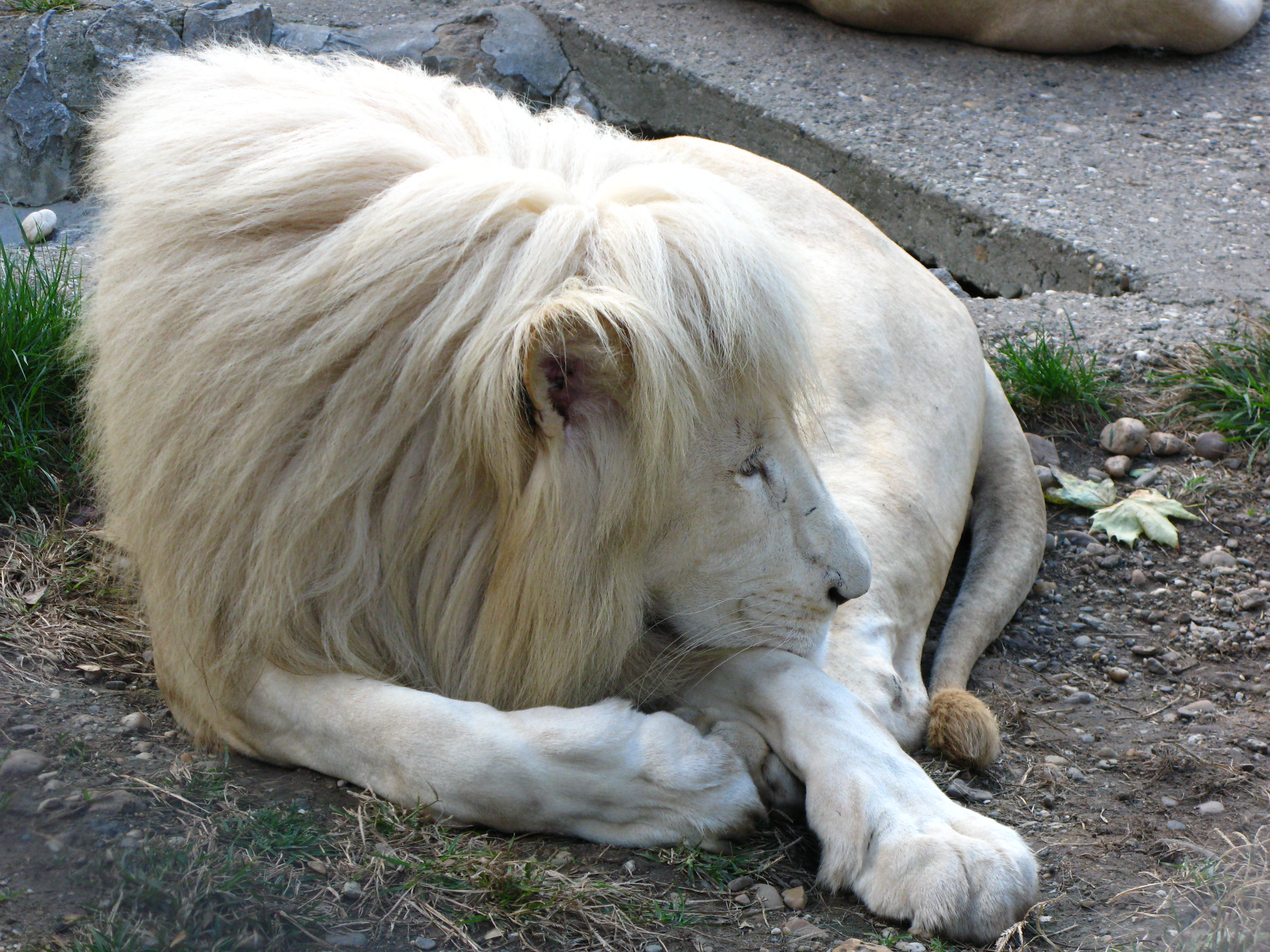
Lion blanc
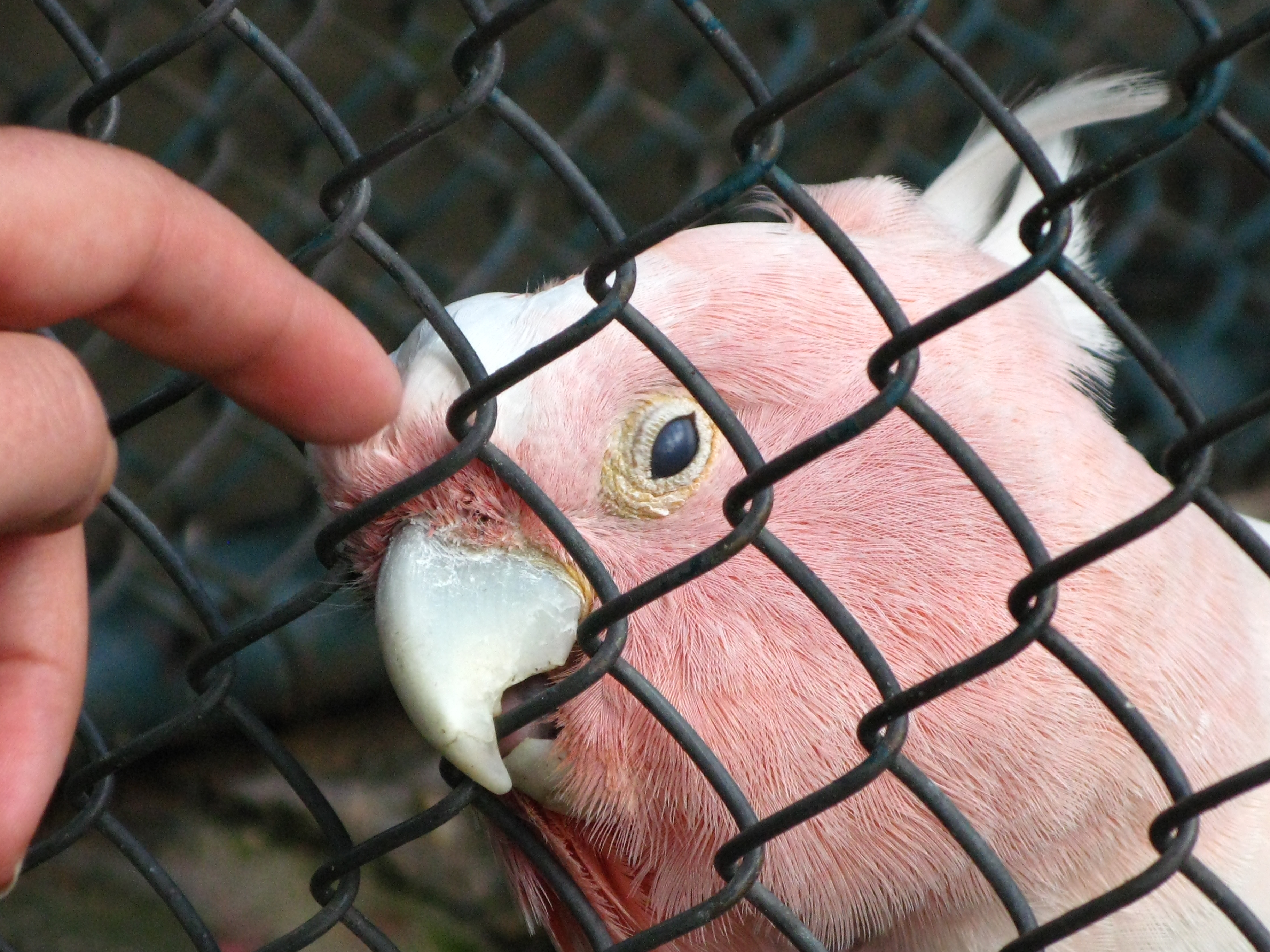
Ara
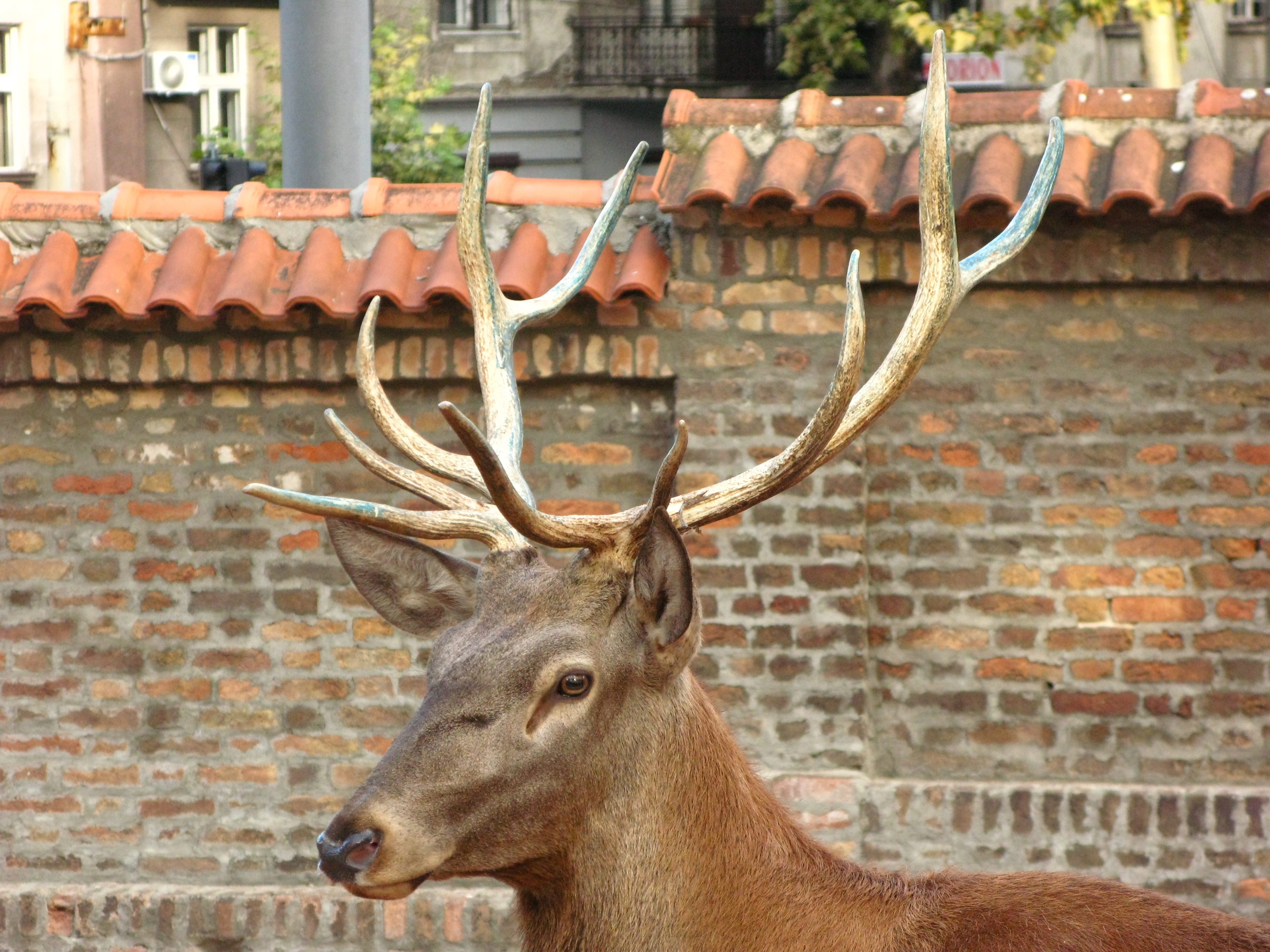
Cerf